# 東経35度線
東経35度線（とうけい35どせん）は、本初子午線面から東へ35度の角度を成す経線である。北極点から北極海、ヨーロッパ、アジア、アフリカ、インド洋、南極海、南極大陸を通過して南極点までを結ぶ。東経35度線は、西経145度線と共に大円を形成する。

## 通過する地域一覧
東経35度線は、北極点から南極点まで南に向かって以下の場所を通っている。
| 地理座標                                             | 国土・領土・領海           | 備考                                                      |
| ---------------------------------------------------- | -------------------------- | --------------------------------------------------------- |
| 北緯90度0分 東経35度0分 / 北緯90.000度 東経35.000度  | 北極海                     |                                                           |
| 北緯80度18分 東経35度0分 / 北緯80.300度 東経35.000度 | バレンツ海                 |                                                           |
| 北緯69度12分 東経35度0分 / 北緯69.200度 東経35.000度 | ロシア                     | コラ半島                                                  |
| 北緯66度33分 東経35度0分 / 北緯66.550度 東経35.000度 | 白海                       | カンダラクシャ湾                                          |
| 北緯65度45分 東経35度0分 / 北緯65.750度 東経35.000度 | ロシア                     | ニコノフ島（英語版）                                      |
| 北緯65度43分 東経35度0分 / 北緯65.717度 東経35.000度 | 白海                       |                                                           |
| 北緯64度45分 東経35度0分 / 北緯64.750度 東経35.000度 | ロシア                     | Shujostrov島                                              |
| 北緯64度44分 東経35度0分 / 北緯64.733度 東経35.000度 | 白海                       | オネガ湾                                                  |
| 北緯64度25分 東経35度0分 / 北緯64.417度 東経35.000度 | ロシア                     | オネガ湖を通過                                            |
| 北緯51度14分 東経35度0分 / 北緯51.233度 東経35.000度 | ウクライナ                 |                                                           |
| 北緯46度15分 東経35度0分 / 北緯46.250度 東経35.000度 | アゾフ海                   |                                                           |
| 北緯45度44分 東経35度0分 / 北緯45.733度 東経35.000度 | ウクライナ                 | クリミア半島                                              |
| 北緯44度50分 東経35度0分 / 北緯44.833度 東経35.000度 | 黒海                       |                                                           |
| 北緯42度5分 東経35度0分 / 北緯42.083度 東経35.000度  | トルコ                     |                                                           |
| 北緯36度43分 東経35度0分 / 北緯36.717度 東経35.000度 | 地中海                     |                                                           |
| 北緯32度50分 東経35度0分 / 北緯32.833度 東経35.000度 | イスラエル                 |                                                           |
| 北緯32度16分 東経35度0分 / 北緯32.267度 東経35.000度 | ヨルダン川西岸地区         |                                                           |
| 北緯32度4分 東経35度0分 / 北緯32.067度 東経35.000度  | イスラエル                 |                                                           |
| 北緯31度51分 東経35度0分 / 北緯31.850度 東経35.000度 | ヨルダン川西岸地区         | 約5km                                                     |
| 北緯31度49分 東経35度0分 / 北緯31.817度 東経35.000度 | イスラエル                 |                                                           |
| 北緯31度38分 東経35度0分 / 北緯31.633度 東経35.000度 | ヨルダン川西岸地区         |                                                           |
| 北緯31度21分 東経35度0分 / 北緯31.350度 東経35.000度 | イスラエル                 |                                                           |
| 北緯29度36分 東経35度0分 / 北緯29.600度 東経35.000度 | ヨルダン                   |                                                           |
| 北緯29度21分 東経35度0分 / 北緯29.350度 東経35.000度 | サウジアラビア             |                                                           |
| 北緯28度6分 東経35度0分 / 北緯28.100度 東経35.000度  | 紅海                       |                                                           |
| 北緯24度49分 東経35度0分 / 北緯24.817度 東経35.000度 | エジプト                   |                                                           |
| 北緯22度51分 東経35度0分 / 北緯22.850度 東経35.000度 | ハラーイブ・トライアングル | エジプトが実効支配し、 スーダンも領有権を主張             |
| 北緯22度0分 東経35度0分 / 北緯22.000度 東経35.000度  | スーダン                   |                                                           |
| 北緯11度20分 東経35度0分 / 北緯11.333度 東経35.000度 | エチオピア                 | 約18km                                                    |
| 北緯11度10分 東経35度0分 / 北緯11.167度 東経35.000度 | スーダン                   | 約6km                                                     |
| 北緯11度7分 東経35度0分 / 北緯11.117度 東経35.000度  | エチオピア                 |                                                           |
| 北緯6度28分 東経35度0分 / 北緯6.467度 東経35.000度   | 南スーダン                 | 約9km                                                     |
| 北緯6度24分 東経35度0分 / 北緯6.400度 東経35.000度   | エチオピア                 |                                                           |
| 北緯6度1分 東経35度0分 / 北緯6.017度 東経35.000度    | 南スーダン                 | 約6km                                                     |
| 北緯5度58分 東経35度0分 / 北緯5.967度 東経35.000度   | エチオピア                 | 約4km                                                     |
| 北緯5度56分 東経35度0分 / 北緯5.933度 東経35.000度   | 南スーダン                 |                                                           |
| 北緯4度37分 東経35度0分 / 北緯4.617度 東経35.000度   | ケニア                     |                                                           |
| 北緯1度58分 東経35度0分 / 北緯1.967度 東経35.000度   | ウガンダ                   |                                                           |
| 北緯1度40分 東経35度0分 / 北緯1.667度 東経35.000度   | ケニア                     |                                                           |
| 南緯1度32分 東経35度0分 / 南緯1.533度 東経35.000度   | タンザニア                 |                                                           |
| 南緯11度34分 東経35度0分 / 南緯11.567度 東経35.000度 | モザンビーク               |                                                           |
| 南緯13度36分 東経35度0分 / 南緯13.600度 東経35.000度 | マラウイ                   | マラウイ湖を通過                                          |
| 南緯16度47分 東経35度0分 / 南緯16.783度 東経35.000度 | モザンビーク               |                                                           |
| 南緯19度47分 東経35度0分 / 南緯19.783度 東経35.000度 | インド洋                   |                                                           |
| 南緯20度46分 東経35度0分 / 南緯20.767度 東経35.000度 | モザンビーク               |                                                           |
| 南緯24度40分 東経35度0分 / 南緯24.667度 東経35.000度 | インド洋                   |                                                           |
| 南緯60度0分 東経35度0分 / 南緯60.000度 東経35.000度  | 南極海                     |                                                           |
| 南緯68度59分 東経35度0分 / 南緯68.983度 東経35.000度 | 南極大陸                   | ドローニング・モード・ランド（ ノルウェーが領有権を主張） |